# Anselmo García MacNulty
Anselmo García MacNulty (Siviglia, 19 febbraio 2003) è un calciatore irlandese con cittadinanza spagnola, difensore del PEC Zwolle.

## Biografia
Nasce in Spagna da padre spagnolo e madre irlandese, sceglie di rappresentare l'Irlanda a livello internazionale.

## Carriera

### Club
Cresciuto nel settore giovanile del Real Betis, viene acquisito dal Wolfsburg senza però debuttare mai in prima squadra. Nel 2022 viene ceduto agli olandesi del NAC Breda in prestito. Il 26 luglio 2023 firma un contratto annuale con il PEC Zwolle, con cui esordisce il 27 agosto seguente nella vittoria casalinga per 1-0 contro l'Utrecht, subentrando al minuto 79 a Lennart Czyborra. Il 6 aprile 2024 trova la sua prima rete da professionista, aprendo le marcature nell'incontro di Eredivisie contro l'Excelsior finito 2-1.

### Nazionale
Entra nel giro delle rappresentative giovanili irlandesi nel 2018, anno in cui viene premiato col FAI International Football Awards nella categoria Under-15.

## Statistiche
Statistiche aggiornate al 7 giugno 2024.

### Presenze e reti nei club
| Stagione        | Squadra         | Campionato      | Campionato | Campionato | Coppe nazionali | Coppe nazionali | Coppe nazionali | Coppe continentali | Coppe continentali | Coppe continentali | Altre coppe | Altre coppe | Altre coppe | Totale | Totale | Totale |
| Stagione        | Squadra         | Comp            | Pres       | Reti       | Comp            | Pres            | Reti            | Comp               | Pres               | Reti               | Comp        | Pres        | Reti        | Pres   | Reti   |        |
| --------------- | --------------- | --------------- | ---------- | ---------- | --------------- | --------------- | --------------- | ------------------ | ------------------ | ------------------ | ----------- | ----------- | ----------- | ------ | ------ | ------ |
| 2022-2023       | NAC Breda       | EED             | 32+3       | 0          | CO              | 3               | 0               |                    | -                  | -                  |             | -           | -           | 38     | 0      |        |
| 2023-2024       | PEC Zwolle      | ED              | 31         | 2          | CO              | 1               | 0               |                    | -                  | -                  |             | -           | -           | 32     | 2      |        |
| Totale carriera | Totale carriera | Totale carriera | 66         | 2          |                 | 4               | 0               |                    | -                  | -                  |             | -           | -           | 70     | 2      |        |

### Cronologia presenze e reti in nazionale
| Cronologia completa delle presenze e delle reti in nazionale ― Irlanda under 21 | Cronologia completa delle presenze e delle reti in nazionale ― Irlanda under 21 | Cronologia completa delle presenze e delle reti in nazionale ― Irlanda under 21 | Cronologia completa delle presenze e delle reti in nazionale ― Irlanda under 21 | Cronologia completa delle presenze e delle reti in nazionale ― Irlanda under 21 | Cronologia completa delle presenze e delle reti in nazionale ― Irlanda under 21 | Cronologia completa delle presenze e delle reti in nazionale ― Irlanda under 21 | Cronologia completa delle presenze e delle reti in nazionale ― Irlanda under 21 |
| Data                                                                            | Città                                                                           | In casa                                                                         | Risultato                                                                       | Ospiti                                                                          | Competizione                                                                    | Reti                                                                            | Note                                                                            |
| ------------------------------------------------------------------------------- | ------------------------------------------------------------------------------- | ------------------------------------------------------------------------------- | ------------------------------------------------------------------------------- | ------------------------------------------------------------------------------- | ------------------------------------------------------------------------------- | ------------------------------------------------------------------------------- | ------------------------------------------------------------------------------- |
| 26-3-2023                                                                       | Cork                                                                            | Irlanda under 21                                                                | 2 – 1                                                                           | Islanda under 21                                                                | Amichevole                                                                      | -                                                                               |                                                                                 |
| 16-6-2023                                                                       | Bad Blumau                                                                      | Ucraina under 21                                                                | 3 – 0                                                                           | Irlanda under 21                                                                | Amichevole                                                                      | -                                                                               |                                                                                 |
| 8-9-2023                                                                        | Cork                                                                            | Irlanda under 21                                                                | 3 – 2                                                                           | Turchia under 21                                                                | Qual. Europeo Under-21 2025                                                     | -                                                                               | 19’                                                                             |
| 17-11-2023                                                                      | Drammen                                                                         | Norvegia under 21                                                               | 3 – 2                                                                           | Irlanda under 21                                                                | Qual. Europeo Under-21 2025                                                     | -                                                                               |                                                                                 |
| 21-11-2023                                                                      | Cork                                                                            | Irlanda under 21                                                                | 2 – 2                                                                           | Italia under 21                                                                 | Qual. Europeo Under-21 2025                                                     | -                                                                               |                                                                                 |
| 22-3-2024                                                                       | Serravalle                                                                      | San Marino under 21                                                             | 0 – 7                                                                           | Irlanda under 21                                                                | Qual. Europeo Under-21 2025                                                     | -                                                                               |                                                                                 |
| 6-9-2024                                                                        | Istanbul                                                                        | Turchia under 21                                                                | 0 – 1                                                                           | Irlanda under 21                                                                | Qual. Europeo Under-21 2025                                                     | -                                                                               |                                                                                 |
| 10-9-2024                                                                       | Dublino                                                                         | Irlanda under 21                                                                | 2 – 2                                                                           | Lettonia under 21                                                               | Qual. Europeo Under-21 2025                                                     | -                                                                               |                                                                                 |
| 11-10-2024                                                                      | Cork                                                                            | Irlanda under 21                                                                | 1 – 1                                                                           | Norvegia under 21                                                               | Qual. Europeo Under-21 2025                                                     | -                                                                               |                                                                                 |
| Totale                                                                          |                                                                                 | Presenze                                                                        | 9                                                                               |                                                                                 | Reti                                                                            | 0                                                                               |                                                                                 |